# Stuga (Ferienhaus)

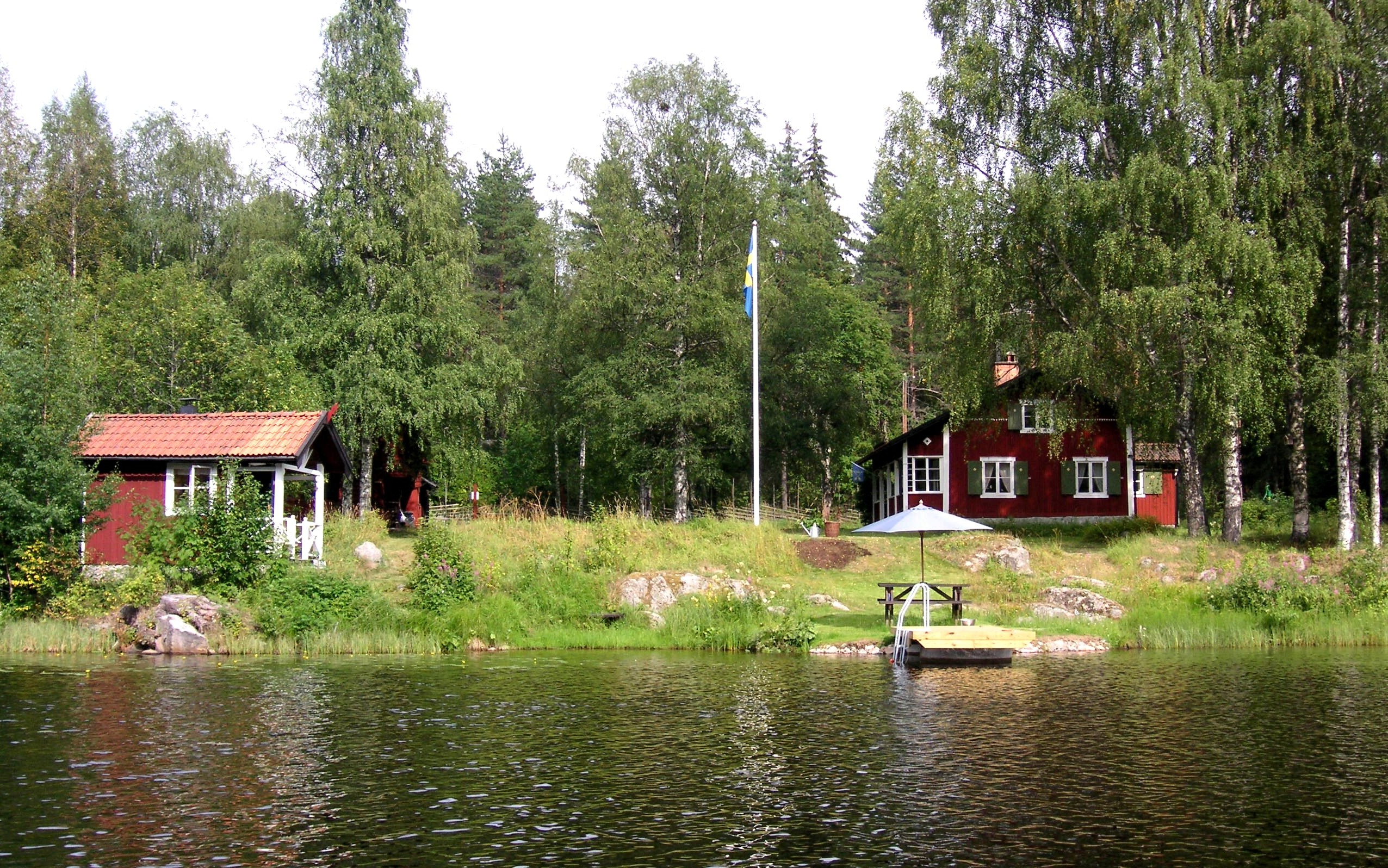
Typische schwedische sommarstuga in Dalarna

Stuga (Mz. stugor) ist der schwedische Begriff für ein Ferienhaus, das als vorübergehende Wohnung im Urlaub oder in der Freizeit dient.

## Geschichte
Viele schwedische Ferienhäuser sind seit Generationen vererbt worden; oft waren sie zu Beginn einfache Bauernhöfe oder Katen („torp“), die von früheren Generationen besessen und betrieben wurden. Da die Industrialisierung erst spät nach Schweden kam, waren viele dieser kleinen Höfe noch bis in die 1940er und 1950er Jahre in Betrieb und wurden danach, wenn die letzten ständigen Bewohner gestorben waren, zu Ferienhäusern umfunktioniert.
Die Industrialisierung bedeutete aber auch einen Wunsch der Großstadtbevölkerung nach mehr Freiluftaktivitäten. In den Jahren 1915–1920 wurde dies der Start einer Bewegung für die so genannte sportstuga (Sporthäuschen). Die sportstuga lag in der Nähe der Städte, vornehmlich um Stockholm und Göteborg, oft als kleine Siedlung und in Verbindung mit Sportvereinen. Hier konnte man zu allen Jahreszeiten in seiner Freizeit, alleine oder in Gruppen, Sport betreiben. Viele dieser Siedlungen sind heute dank ihrer jetzt eher zentralen Lage rund um das Jahr bewohnt.

## Die typischestuga

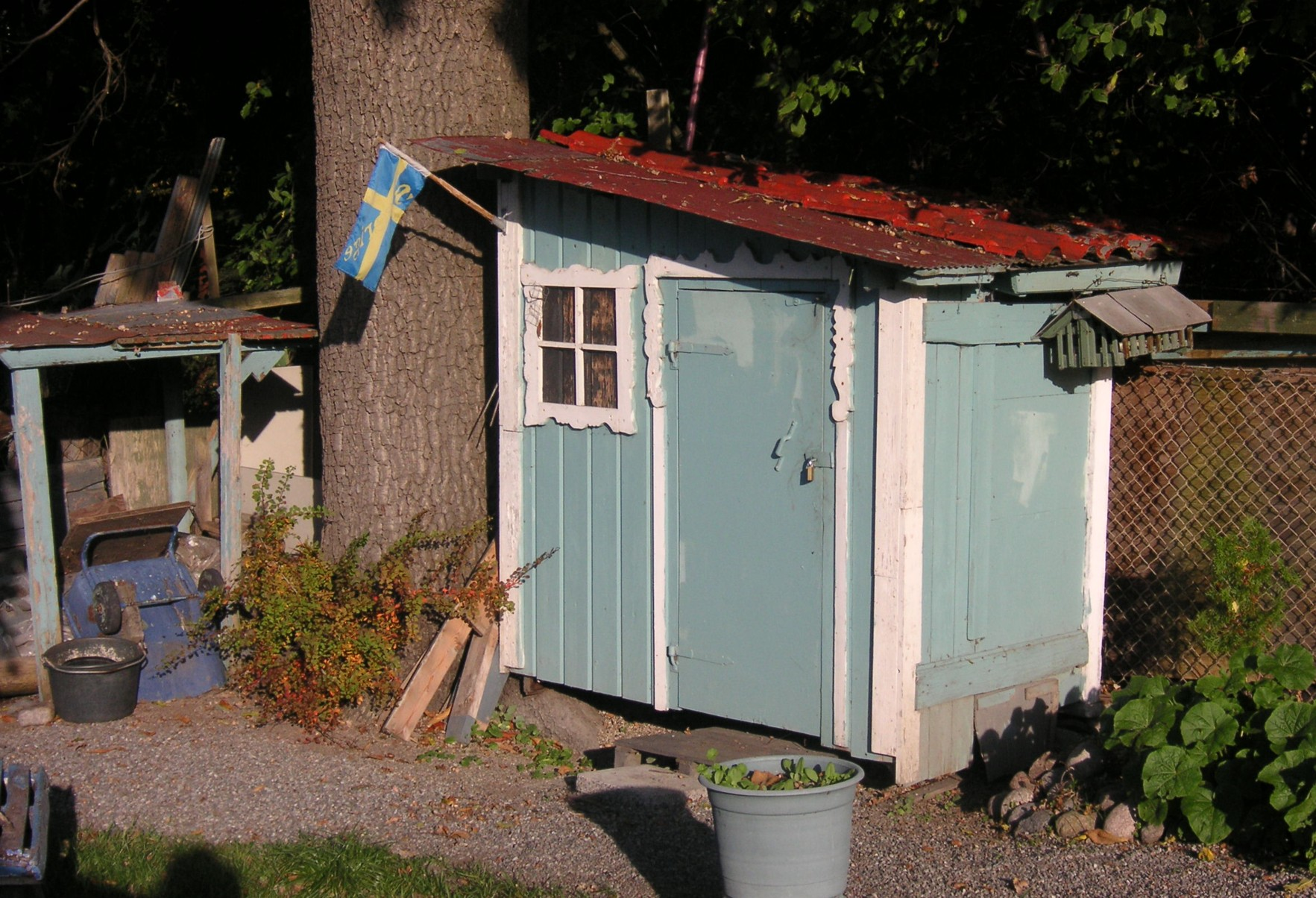
Eine schwedische kolonistuga am Brunnsviken in Stockholm

Eine typische schwedische stuga liegt im Allgemeinen auf dem Lande und bietet meist einfachen Komfort.
Der Traum von der eigenen stuga, dem „kleinen roten Häuschen am See“, ist bei den Schweden tief verwurzelt. Ausländische Besucher sind oft überrascht vom einfachen Lebensstil in einem sonst so hochtechnisierten Land. Aber hier soll es einfach sein, mit holzbefeuertem Küchenherd, Wasser aus dem Brunnen und mit Plumpsklo hinter dem Haus. Der Ausdruck sommarstuga bedeutet nicht kategorisch, dass die stuga nur im Sommer bewohnbar ist; viele werden das ganze Jahr hindurch verwendet, obwohl die Hauptsaison zwischen Ostern und Ende September fällt.
Eine vinterstuga gibt es nicht. Das Wort „stuga“ findet man aber auch in lekstuga (ein Spielhäuschen), sjukstuga (einfache Krankenstation auf dem Lande) und campingstuga (kleine Hütten auf Campingplätzen mit Etagenbetten für 2–6 Personen und Selbsthaushalt). Mit der kolonistuga ist das Schrebergartenhäuschen gemeint.

## „Aufs Land“
Der Ausdruck „att åka till landet“ (aufs Land fahren) ist gleichbedeutend mit der Fahrt zur stuga und wird selten mit Ruhe, Erholung und Stillsitzen verbunden, sondern mehr damit, dass wieder etwas repariert oder gebaut werden muss. Laut staatlicher Statistik gab es im Jahr 2006 etwa 680.000 Ferienhäuser in Schweden. Davon lagen ca. 155.700 Ferienhäuser in 1319 Ferienhaussiedlungen. Es gab in Schweden im Jahr 2005 ca. 700.000 Familien mit ein oder zwei Kindern; theoretisch hat also jede schwedische Familie mit Kindern Zugang zu einer stuga.